# Saon
Saon és un municipi francès situat al departament de Calvados i a la regió de Normandia. L'any 2007 tenia 231 habitants.

## Demografia

### Població
El 2007 la població de fet de Saon era de 231 persones. Hi havia 92 famílies de les quals 20 eren unipersonals (16 homes vivint sols i 4 dones vivint soles), 32 parelles sense fills, 36 parelles amb fills i 4 famílies monoparentals amb fills.
La població ha evolucionat segons el següent gràfic:
Habitants censats

### Habitatges
El 2007 hi havia 101 habitatges, 92 eren l'habitatge principal de la família, 6 eren segones residències i 3 estaven desocupats. Tots els 99 habitatges eren cases. Dels 92 habitatges principals, 76 estaven ocupats pels seus propietaris, 15 estaven llogats i ocupats pels llogaters i 1 estava cedit a títol gratuït; 5 tenien dues cambres, 11 en tenien tres, 17 en tenien quatre i 59 en tenien cinc o més. 66 habitatges disposaven pel capbaix d'una plaça de pàrquing. A 39 habitatges hi havia un automòbil i a 47 n'hi havia dos o més.

### Piràmide de població
La piràmide de població per edats i sexe el 2009 era:
| Homes | Edats   | Dones |
| ----- | ------- | ----- |
| 0     | 95 o +  | 0     |
| 0     | 90 a 94 | 0     |
| 0     | 85 a 89 | 0     |
| 0     | 80 a 84 | 0     |
| 8     | 75 a 79 | 0     |
| 8     | 70 a 74 | 8     |
| 4     | 65 a 69 | 12    |
| 0     | 60 a 64 | 0     |
| 0     | 55 a 59 | 0     |
| 4     | 50 a 54 | 0     |
| 8     | 45 a 49 | 8     |
| 8     | 40 a 44 | 12    |
| 16    | 35 a 39 | 8     |
| 12    | 30 a 34 | 12    |
| 12    | 25 a 29 | 8     |
| 0     | 20 a 24 | 16    |
| 4     | 15 a 19 | 4     |
| 4     | 10 a 14 | 16    |
| 8     | 5 a 9   | 12    |
| 4     | 0 a 4   | 16    |

## Economia
El 2007 la població en edat de treballar era de 157 persones, 114 eren actives i 43 eren inactives. De les 114 persones actives 109 estaven ocupades (57 homes i 52 dones) i 6 estaven aturades (5 homes i 1 dona). De les 43 persones inactives 19 estaven jubilades, 16 estaven estudiant i 8 estaven classificades com a «altres inactius».

### Ingressos
El 2009 a Saon hi havia 87 unitats fiscals que integraven 219 persones, la mediana anual d'ingressos fiscals per persona era de 17.931 €.

### Activitats econòmiques
Dels 9 establiments que hi havia el 2007, 2 eren d'empreses de fabricació d'altres productes industrials, 2 d'empreses de construcció, 2 d'empreses de comerç i reparació d'automòbils, 2 d'empreses de serveis i 1 d'una empresa classificada com a «altres activitats de serveis».
Dels 4 establiments de servei als particulars que hi havia el 2009, 1 era una fusteria, 1 lampisteria, 1 perruqueria i 1 veterinari.
Dels 2 establiments comercials que hi havia el 2009, 1 era una fleca i 1 una peixateria.
L'any 2000 a Saon hi havia 11 explotacions agrícoles que ocupaven un total de 728 hectàrees.

## Poblacions més properes
El següent diagrama mostra les poblacions més properes.